# Karl Johansson (fotbollsspelare)
Karl Vilhelm "Viking" Johansson, född 27 februari 1911 i Norrköping, död 24 april 1980 i Norrköping, var en svensk fotbollsspelare.
Johansson representerade IK Sleipner, och spelade för klubben i Allsvenskan 1930/1931–1932/1933 och 1934/1935–1940/1941. Han var med när Sleipner tog sitt enda SM-guld 1938. Sammanlagt gjorde han 173 allsvenska matcher (0 mål) för klubben.
Johansson spelade en A-landskamp för Sverige 1937.